# Emiel Thiers
Emiel Thiers (Gullegem, 12 juni 1890 - Antwerpen, 30 juli 1981) was een West-Vlaams advocaat en Vlaams-nationalist. 

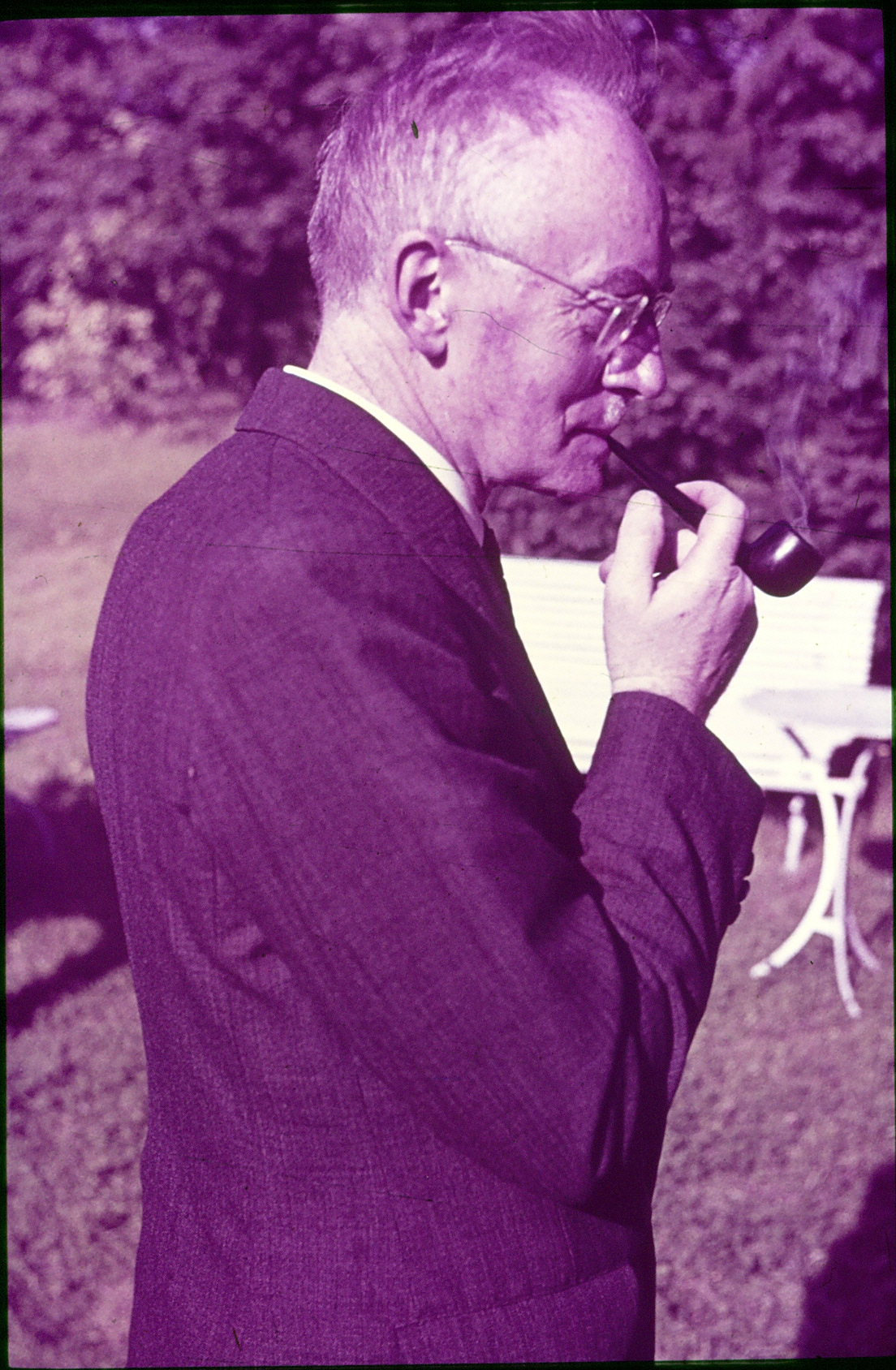
Photo made ca 1955

## Levensloop
In 1921 werd hij lid van de Frontpartij. Hij was een van de medeoprichters van het Verdinaso in 1931. Na de executie van Joris Van Severen volgde hij hem op als partijleider. Even steeg het ledenaantal weer, maar Thiers slaagde er niet in de ideologische tegenstellingen binnen de partij met elkaar te verzoenen. Eind januari 1941 diende hij zijn ontslag in, omdat hij tegenstander was van onvoorwaardelijke collaboratie. Thiers had dertien kinderen.